# کوئنچ پولیش کوئنچ
کوئنچ پولیش کوئنچ ( QPQ ) یک نوع تخصصی از سخت کاری پوسته با روش کربونیزه کردن(Ferritic nitrocarburizing) که مقاومت در برابر خوردگی را افزایش می دهد. گاهی اوقات با نام تجاری توفتراید(Tufftride)،تنیفر(Tenifer) یا ملونیت(Melonite) شناخته می شود.
سخت‌کاری پوسته به عنوان یک روش پردازش مواد شناخته می‌شود که جهت افزایش سختی سطح خارجی یک فلز به کار می‌رود. این فرآیند منجر به ایجاد یک لایه بسیار نازک می‌شود که به قدر قابل توجهی سخت‌تر از حجم عمده‌ی فلز زیر آن است. برای انجام سخت‌کاری، نیاز به دماهای بالا است. این روش از طریق تغییر ساختار کریستالی فلز یا افزودن عناصر جدید به ترکیب سطح خارجی فلز، به همراه اعمال حرارت بالا، سبب افزایش سختی سطح فلز می‌شود. فرآیند سخت‌کاری معمولاً پس از انجام سایر فرآیندهای ساخت اجرا می‌شود؛ زیرا این عملیات منجر به کاهش شکل‌پذیری و تراش پذیری فلزات می‌شود. با این رویکرد، سخت‌کاری به عنوان مرحله‌ای حیاتی در بهبود ویژگی‌های مکانیکی و سایر خصوصیات فنی فلزات نقش آفرینی می‌کند. 
سه مرحله فرایند QPQ شامل: نیتروکربوریزه کردن ("کوئنچ")، پولیش کردن، و پست‌اکسیداسیون شدن ("کوئنچ") است.
این فرآیند معمولا در زمان‌هایی استفاده می شود که حداقل دو یا چند تا از ویژگی زیر در دستگاه کار ما مورد نیاز باشد:
- مقاومت در برابر سایش
- مقاومت در برابر خوردگی
- قدرت خستگی

کاربردهای معروف این فرآیند در میله های پیستونی داخل کمک فنرها ، سیلندرها و میله‌ها درون سیستم‌های هیدرولیک ، پمپ ها ، محورها ، دوک‌ها ، گلنگدلن‌های اسلحه گرم و لوله ها و سوپاپ ها است.

### فرآیند
این فرآیند با یک چرخه استاندارد نیتروکربورسازی حمام نمک شروع می شود که لایه ای از نیترید آهن ε تولید می کند. سپس قطعه کار به صورت مکانیکی جلا داده می‌شود. نیتروکربونیزه کردن این روش مانند کربونیزه کردن یک عملیات حرارتی-شیمیایی است که همزمان اتم‌های کربن و ازت به سطح مورد نظر نفوذ می‌دهند. این روش در محیط مایع یا گاز یا جامد و همچنین در محیط پلاسما انجام می‌گیرد. فرآیندهای معمولی پولیش عبارتند از پرداخت ارتعاشی، لپ و سنگ زنی بدون مرکز . در نهایت، قطعه کار دوباره به مدت 20 تا 30 دقیقه در حمام کوئنچ نمک غوطه ور می شود. سپس، آبکشی شده و به روغن آغشته می‌شود. این مرحله آخر با ایجاد لایه ای از اکسید آهن حدود 3تا 4 میکرومتر ضخامت ، مقاومت در برابر خوردگی را بهینه می کند همچنین به قطعه کار روکش سیاهی می بخشد.

#### اکسید سیاه پس اکسیداسیون
یک گام دیگر را می توان به روش های نیتروکربورایز کردن به نام پس اکسیداسیون اضافه کرد. هنگامی که پس اکسیداسیون به درستی انجام شود، لایه‌ای از اکسید سیاه (Fe 3 O 4 ) روی سطح ایجاد می شود که مقاومت در برابر خوردگی سطح سخت کار شده را به شدت افزایش می دهد و در عین حال یک رنگ سیاه جذاب از نظر زیبایی به قطعه می‌دهد. از زمان معرفی تپانچه گلاک در سال 1982، این نوع نیتروکربورایز آهنی با پوشش پساکسیداسیون به عنوان روکش کارخانه‌ای برای اسلحه‌های سبک نظامی مرسوم شده است.

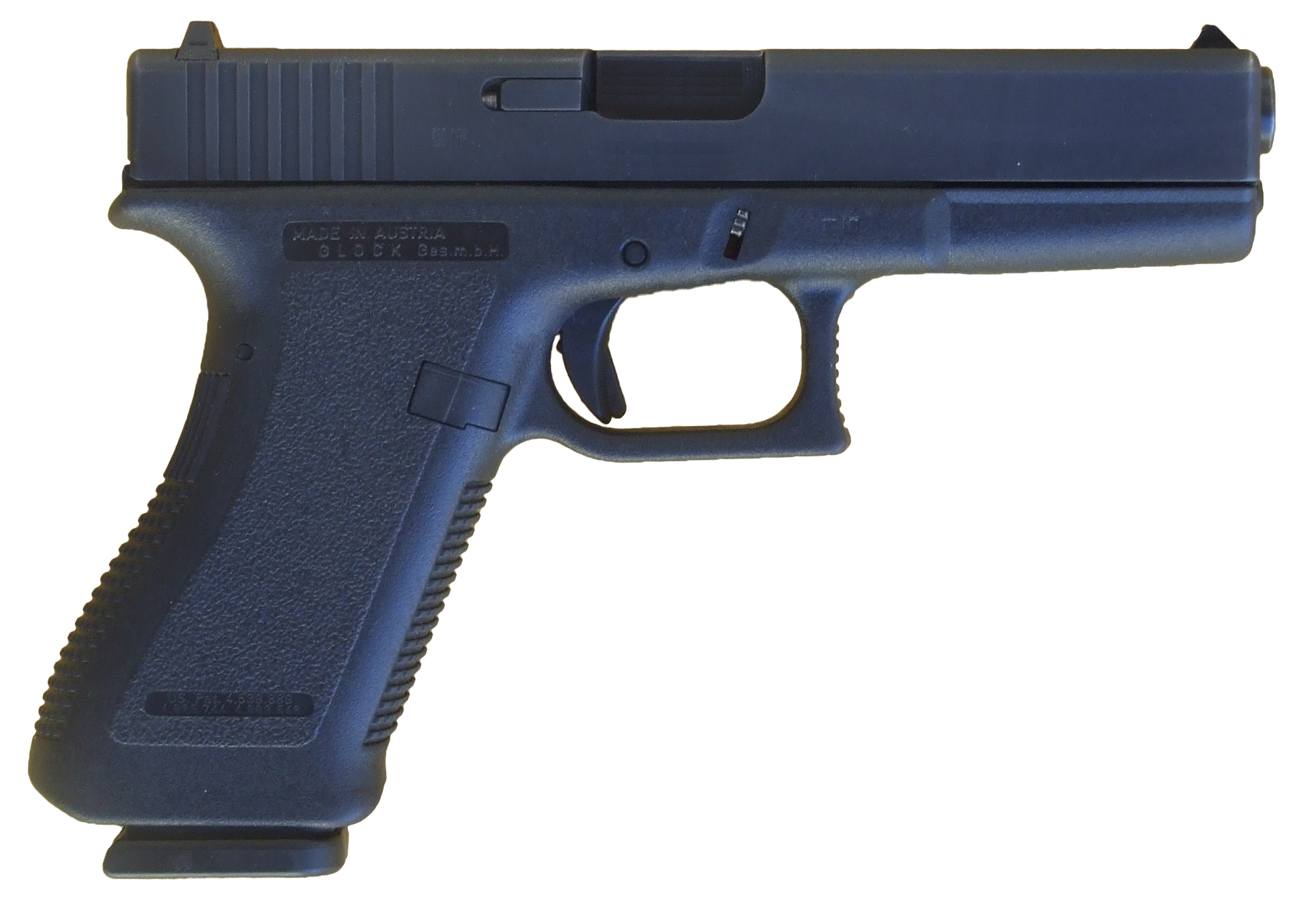
اسلحه گلاک 17 با روکش آهن کربونایز شده

### مقاومت در برابر خوردگی

#### غوطه وری در میدان
آزمایش غوطه وری ، ارزیابی می کند که محصول یا مؤلفه شما در هنگام غوطه ور شدن در آب یا مایعات دیگر چقدر دوام خواهد داشت. این قطعاً به عایق بندی محدود نمی شود - عوامل دیگری مانند تغییر ساست فشار یا داشتن مقاومت هایی مانند قرار گرفتن در معرض مواد شیمیایی سوز آور نیز می توانند بخشی از این آزمایش باشند. در نتیجه ، آزمایش غوطه وری سرمایه گذاری در طراحی مستحکم تر و بادوام تر است. با صرف وقت برای آزمایش این عوامل در مراحل اولیه توسعه ، می توانید محصول بسیار بهتری ایجاد کنید و زمان خود را برای بازار کوتاه کنید.
نمودار سمت راست، براوردی از مقایسه مقاومت به خوردگی در برابر سایر تست‌های خوردگیی سطحی را بر اساس آزمایش‌های غوطه‌وری میدانی نشان می‌دهد. شرایط آزمایش برای آزمایش غوطه‌وری، شناور شدن کامل در کلرید سدیم 3 درصد به اضافه 3 است گرم بر لیتر پراکسید هیدروژن به مدت 24 ساعت است.

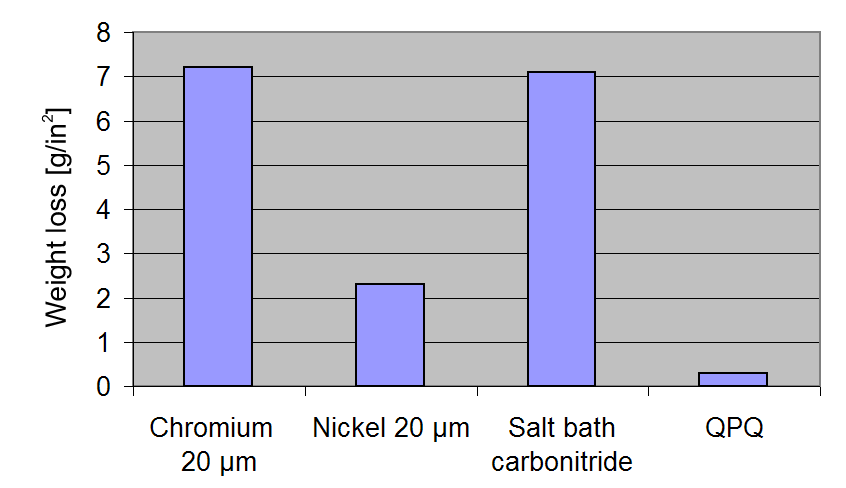
نمودار مقایسه غوطه وری در میدان

#### تست نمک پاشی
آزمون افشانه نمک (به انگلیسی: Salt Spray Test) یا تست سالت اسپری یا تست اسپری نمک یک روش استاندارد تست خوردگی است که برای بررسی مقاومت مواد و پوشش‌های به کار رفته برای ممانعت از خوردگی استفاده می‌شود. معمولاً مواد مورد آزمایش فلزی بوده و با یک لایه سطحی که برای فراهم آوردن درجه‌ای از محافظت خوردگی در نظر گرفته شده پوشش داده شده‌است. افشانه نمک یک روش سریع آزمون خوردگی می‌باشد که حمله‌ای خورنده را به نمونه‌های پوشش داده شده به منظور ارزیابی (معمولاًمقایسه‌ای) پوشش استفاده شده صورت می‌دهد. محصولات خوردگی (زنگ) بعد از مدت زمان از قبل تعیین شده ارزیابی می‌شوند. مدت زمان آزمون بستگی به مقاومت پوشش به رفته دارد. معمولاً هرچه مقاومت پوشش بیشتر باشد، زمان آزمایش بیشتر خواهد بود. آزمون افشانه نمک یکی از متداول‌ترین و قدیمی‌ترین آزمون‌های خوردگی می‌باشد. ASTM B117 نخستین استاندارد شناخته شده بین‌المللی افشانه نمک می‌باشد که در سال ۱۹۳۹ منتشر شد. استانداردهای مهم دیگر ISO 9227، JIS Z2371 و ASTM G85 می‌باشند.
محبوبیت تست اسپری نمک به دلیل ارزانی نسبی، سرعت بالا، استانداردسازی مناسب و تکرار پذیر بودن آن می‌باشد. اگرچه در برخی سطوح مشخص ممکن است همبستگی ضعیفی بین مدت زمان اسپری نمک و طول عمر مورد انتظار پوشش وجود داشته باشد اما این روش محبوبیت جهانی خود را به دلیل قیمت ارزان و نتایج سریع به دست آورده‌است. بیشتر محفظه‌های اسپری نمک امروزه برای پیش‌بینی مقاومت به خوردگی استفاده نمی‌شوند بلکه برای برقراری یک فرایند مثل آماده‌سازی و رنگ آمیزی، الکتروپلیتینگ، گالوانیزه کردن و موارد مشابه آن بر پایه مقایسه به کار می‌روند. برای مثال اجزای آماده‌سازی شده و رنگ شده باید ۹۶ ساعت در معرض اسپری نمک خنثی قرار گیرند تا برای تولید پذیرفته شوند. عدم توانایی در تحمل این شرایط دلالت بر ناپایداری فرایند شیمیایی آماده‌سازی یا کیفیت رنگ دارد و باید سریعاً رفع شود تا تولیدات بعدی دارای کیفیت مطلوب باشند.

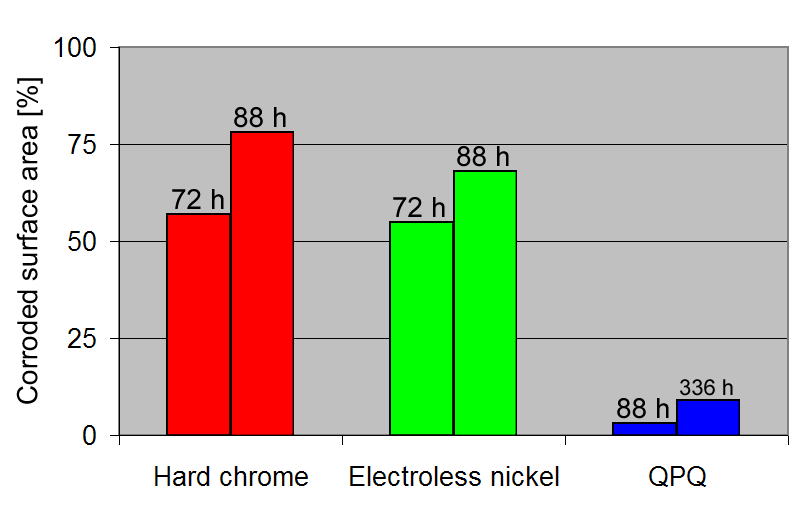
تست اسپری نمک ASTM B117

نمودار روبرو براورد مقایسه‌ای از تست مقاومت به خوردگی میله‌های فولادی فرمان‌های خودرو هنگام آزمایش پاشش نمک ASTM B117 را نشان می دهد.